# Géza Alföldy
Géza Alföldy (Budapest, 7 de juny de 1935 - Atenes 4 de novembre de 2011) fou un historiador i hispanista hongarès. Es llicencià a la Universitat de Budapest el 1959, ha estat professor de la Universitat de Heidelberg i secretari de l'Acadèmia de Ciències de Heidelberg. Doctor honoris causa per les universitats de Budapest, Pécs, Lió i la Universitat Autònoma de Barcelona.
Hom el considerà com al personatge més destacat en el terreny de l'epigrafia clàssica llatina i un dels principals especialistes en el camp de la història social de Roma. Destaquen els seus estudis sobre la societat romana i l'exèrcit romà. Fou membre de l'Institut d'Estudis Catalans des del 1996. El 2001 va rebre la Creu de Sant Jordi.

## Obres
- Epigraphische Studien, Rheinland-Verlag, 1968
- Die Hilfstruppen der römischen Provinz Germania inferior, 1968
- Die römischen Inschriften von Tarraco (RIT), 1975
- Sir Ronald Syme, 'Die römische Revolution' und die deutsche Althistorie, 1983
- Römische Sozialgeschichte, Steiner, Stuttgart 1984 (Wissenschaftliche Paperbacks. Sozial- und Wirtschaftsgeschichte. Band 8)
- Antike Sklaverei. Widersprüche, Sonderformen, Grundstrukturen, 1988
- Der Obelisk auf dem Petersplatz in Rom. Ein historisches Monument der Antike. Heidelberg 1990
- Ungarn 1956, 1998
- Die römische Gesellschaft. Ausgewählte Beiträge, Steiner, Stuttgart 1998
- Die Krise des Römischen Reiches, Steiner, Stuttgart 1998 Universitätsverlag, 1998
- Inschriftliche Denkmäler als Medien der Selbstdarstellung in der römischen Welt (mit Silvio Panciera), Steiner, Stuttgart 2001